# بولي فاينيل أسيتات
أسيتات عديد الفاينيل أو خلات عديد الفاينيل PVA أو PVAc وهو مكثور اصطناعي مطاطي ذو الصيغة (C4H6O2)n. وهي تنتمي إلى عائلة إسترات الفاينيل. ذات الصيغة العامة -[RCOOCHCH2]-. وهي من اللدائن المتلدنة حراريًا. ويجب الانتباه إلى عدم الاختلاط مع كحول عديد الفاينيل التي يطلق عليها أيضًا PVA.
أسيتات عديد الفاينيل هي مكون أساسي في الكثير من الأصماغ المعروفة باسم صمغ الخشب أو الصمغ الأبيض أو الصمغ المدرسي أو صمغ PVA.

## التحضير
تحضر أسيتات عديد الفاينيل بكوثرة موحود أسيتات الفاينيل (كوثرة الجذر الحر للفاينيل لموحود أسيتات الفاينيل).

## الخواص
درجة الكوثرة لأسيتات عديد الفاينيل تكون عادة 100 إلى 1000. مجموعات الإستر في أسيتات عديد الفاينيل حساسة للتحلمه القلوي وستحول PVAc تدريجيًا إلى كحول عديد الفاينيل وحمض الخليك.
وفي ظروف قلوية تقوم مركبات البورون مثل حمض البوريك أو البوراكس تؤدي إلى تشابك المكثور، مشكلة ترسبات دبقة أو سلايم

## التحلل الجرثومي
يمكن لعدة ميكروبات أن تحلل أسيتات عديد الفاينيل، وأكثرها شيوعًا الضرر الناتج عن عفن ليفي وهناك أيضًا الطحالب والخميرة والأشنيات والبكتيريا.

## التطبيقات والاستخدامات
تستخدم مستحلبات PVA في الماء كمواد لاصقة للمواد المسامية، وخصوصًا للخشب والورق والملابس وكدامل لأحجار البناء المسامية، وخصوصًا الحجر الرملي.
الاستخدامات:
- صمغ الخشب [الإنجليزية]
- لاصق للورق أثناء التغليف بالورق.
- في تجليد الكتب بفضل ربطه القوي والمرن وطبيعته غير الحمضية (على العكس من الكثير من المبلمرات).
- في المشغولات اليدوية.
- في لصق الظروف البريدية.
- لاصق ورق الجدران [الإنجليزية]

إن المكثور المتجانس من PVAc يكون متصلبًا، ولكن المكثور المشترك الأطرى بتركيبة مع أسيتات الفاينيل والإيثنيل، يستخدم أيضًا في تغطية الورق وفي الطلاء وعمليات التغطية الصناعية الأخرى، وكمادة رابطة في القماش غير المنسوج من ألياف الزجاج، وفي الفوط الصحية وفي ورق الترشيح وفي إنهاء النسيج.
وأسيتات عديد الفاينيل هو أيضًا المادة الخامة لتصنيع المبلمرات مثل كحول عديد الفاينيل -[HOCHCH2]-، فأسيتات عديد الفاينيل يتحلمه جزئيًا أو كليًا ليعطي كحول عديد الفاينيل. هذا التصبن العكوس وتفاعل الأسترة هو الذي أوحى لهرمان شتاودنغر بصياغة نظريته في الجزيئات الضخمة.

## اقرأ أيضًا
- بولي فاينيل بوتيرال